# Allgemeine Zeitung (Namibie)
Pour les articles homonymes, voir Allgemeine Zeitung.
Allgemeine Zeitung (litt. : « Le journal général ») est un journal quotidien namibien fondé le 22 juillet 1916 sous le nom de Kriegsbote (c'est-à-dire : « Le Messager de la guerre »). Il est à ce titre le plus ancien quotidien encore publié du pays. Son nom actuel date de 1919.

## Histoire
La longue histoire du Allgemeine Zeitung est intimement liée à l'histoire de la Namibie, mais aussi de l'Allemagne du XXe siècle. Il se fait d'abord le relai du pouvoir colonial en pleine guerre, avant de recentrer sa ligne éditoriale sur la petite communauté germanophone restée dans le Sud-Ouest africain à l'issue du conflit.
En 1939, la ligne éditorial prend un nouveau virage pour s'aligner sur le discours officiel de l'Allemagne nazie et se renomme un moment Deutscher Beobachter (litt. : « L'Observateur allemand »).
Une nouvelle fois, l'issue du conflit amène la direction éditoriale à recentrer son intérêt sur la minorité germanophone, laissant en particulier de côté tous les sujets ayant trait aux populations noires de la colonie sud-africaine.
La reprise du journal par un nouveau propriétaire en 1978 et l'accélération de l'histoire marquent un nouveau tournant dans la vie du journal, qui commence à donner à sa ligne éditoriale une vocation plus nationale. Ce changement s'accentue notamment en raison de la compétition avec un autre journal en allemand, le Namibia Nachrichten entre 1984 et 1994.

## Diffusion et audience
Allgemeine Zeitung est diffusé à environ 5 300 exemplaires du lundi au jeudi, et environ 6 200 les vendredis.
Le journal dispose d'un bureau principal à Windhoek et un autre à Swakopmund
L'implantation du journal reflète la distribution de la communauté germanophone namibienne, concentrée en capitale et dans les villes côtières de Swakopmund et Lüderitz.